# Shenzhen Open (ATP) 2014
Lo Shenzhen Open 2014 è stato un torneo di tennis giocato sul cemento indoor. È stata la 1ª edizione dello Shenzhen Open (ATP), che fa parte della categoria ATP World Tour 250 series nell'ambito dell'ATP World Tour 2014. Si è giocato allo Shenzhen Luohu Tennis Centre di Shenzhen in Cina, dal 22 al 28 settembre 2014.

## Partecipanti

### Teste di serie
| Nazionalità | Giocatore        | Ranking* | Testa di serie |
| ----------- | ---------------- | -------- | -------------- |
| Spagna      | David Ferrer     | 5        | 1              |
| Regno Unito | Andy Murray      | 12       | 2              |
| Francia     | Richard Gasquet  | 21       | 3              |
| Spagna      | Tommy Robredo    | 22       | 4              |
| Francia     | Gilles Simon     | 26       | 5              |
| Colombia    | Santiago Giraldo | 33       | 6              |
| Canada      | Vasek Pospisil   | 43       | 7              |
| Italia      | Andreas Seppi    | 48       | 8              |

* Ranking al 15 settembre 2014.

### Altri partecipanti
Giocatori che hanno ricevuto una wildcard per il tabellone principale:
- Gao Xin
- Jahor Herasimaŭ
- Andy Murray[1]

Giocatori passati dalle qualificazioni:

- Martin Kližan
- Thanasi Kokkinakis
- Ouyang Bowen
- Viktor Troicki

## Campioni

### Singolare
Andy Murray ha sconfitto in finale  Tommy Robredo per 5-7, 7-69, 6-1.
- È il ventinovesimo titolo in carriera per Murray, il primo del 2014.

### Doppio
Jean-Julien Rojer /  Horia Tecău hanno sconfitto in finale  Samuel Groth /  Chris Guccione per 6-4, 7-64.